# Прикордонні папуаські мови
Прикордонні папуаські мови (бордерські мови, верхньотамійські мови) — це ізольована родина папуаських мов, яку виділяв Малькольм Росс. Ареал розселення носіїв цих мов розташовується вздовж кордону між Індонезією та провінцією Західний Сепік у Папуа Новій Гвінеї, через що вони й отримали таку назву. До родини зараховують 16 мов.

## Класифікація
- Морвапська мова
- Віікська мова (сенґійська мова)
- Тайкатські мови (авійська, тайкатська)
- Беванські мови
  - Манемська мова
  - Мови річки Поал: айнбайська, паґійська, кілмерійська
  - Мови річки Бапі: аманабська, ауве-даондайська, імондайська, совандайська (вайнайська, пундайська, умедайська), варійська
- Нінґерайська мова

Деякі дослідники не включають морвапську мову до прикордонних мов.

## Займенники
Займенники прамови прикордонних мов згідно М. Росса:
| я        | *ka  | ексклюзивне ми | *kia- ? |
| я        | *ka  | інклюзивне ми  | *bile ? |
| ти       | *je  | ви             | ?       |
| вона/він | *ihe | вони           | *ihe- ? |